# Ledovka patagonská
Ledovka patagonská (Dissostichus eleginoides) je ryba z rodu Dissostichus, která žije v mírnějších subantarktických vodách jižních oceánů, tedy v jižním Atlantiku, Pacifiku a Indickém oceánu. Nachází se v hloubkách od 45 do 3850 m v oblasti podmořských vrchů a kontinentálních šelfů poblíž většiny subantarktických ostrovů. Příbuzná ledovka antarktická (Dissostichus mawsoni) žije jižnějších ledových vodách antarktického šelfu a v Rossově moři.
Průměrná průmyslově lovená ledovka patagonská váží 9–10 kg, někteří jedinci však dosahují při délce až 2,3 m hmotnosti i 200 kg. Všeobecně se má za to, že se ledovky dožívají až 50 let. Ledovka se živí převážně olihněmi, rybami a garnáty a sama je naopak potravou vorvaňů, rypoušů sloních a obřích kalmarů. Má velmi chutné maso, které je ceněno labužníky. V České republice ji lze zakoupit pod obchodním názvem „chilský okoun“.